# Terpsichore eggersii
Terpsichore eggersii är en stensöteväxtart som först beskrevs av Bak. och William Jackson Hooker, och fick sitt nu gällande namn av Alan Reid Smith. Terpsichore eggersii ingår i släktet Terpsichore och familjen Polypodiaceae. Inga underarter finns listade.